# Avesta (annonsblad)
Avesta var en kortlivad tidning utgiven från den 5 april 1911 till den 20 december 1911. Tidningen var ett gratis annonsblad med den fullständiga titeln Avesta / Annonsorgan för Avesta med omnejd / Avesta, Krylbo, Folkkärna, Grytnäs och By

## Redaktion
Redaktionen var i Avesta hela utgivningen. Redaktör och ansvarig utgivare var handlanden Knut Bergström. Tidningen kom ut en dag i veckan onsdagar.

## Tryckning
Förlaget hette Tidnings- och boktryckeriaktiebolaget Engelbrekt och låg i Falun. Tidningen var i huvudsak ett annonsblad som inte kostade något utan delades ut gratis. Tidningen trycktes bara i svart med antikva på satsytor 33x19 cm och 42x26 cm. Tidningen var ett dubbelvikt ark det vill säga 4 sidor. Tidningsformen var av dagtidningskaraktär. Upplagan var enligt tidningen den 31 maj 1911 3000 exemplar. Tidningstryckeriet hette Tidnings- och boktryckeriaktiebolaget Engelbrekt.